# فرانكلين إم. ديفيس جونيور
فرانكلين إم. ديفيس جونيور (بالإنجليزية: Franklin M. Davis Jr.)‏ (1918 - 1980)؛ مؤرخ عسكري وروائي أمريكي.

## الجوائز
- وسام القلب الأرجواني